# KnAAPO
KnAAPO (en cirílico: КнААПО, acrónimo de Комсомольское-на-Амуре авиационное производственное объединение, que en ruso significa Asociación para la Producción de Aeronaves de Komsomolsk del Amur), ubicada en Komsomolsk del Amur, en el Extremo Oriente ruso, es la compañía de fabricación de aeronaves más grande de Rusia.

## Información general
La compañía actualmente produce cazas de superioridad aérea Su-27SM/SKM, cazas polivalentes Su-30MK2, cazas embarcados Su-33 y Su-27KUB, y aviones anfibios Be-103, entre otros. La línea de ensamblaje de todas las versiones del nuevo Sukhoi Superjet 100 se encuentra en las instalaciones de la compañía. Junto con la Asociación para la Producción de Aeronaves de Novosibirsk (que se centra en la producción de componentes), la compañía se espera que fabrique 70 estructuras del Superjet en 2012. KnAAPO también fabricará el caza de quinta generación Su-57 en el futuro.
La compañía se encuentra entre las empresas más exitosas del Krai de Jabárovsk. 
En 1999 y 2001 la Unión de Industriales y Empresarios de Rusia y la Cámara de Comercio e Industria de la Federación Rusa otorgaron a KnAAPO el título de «mejor empresa rusa».
El accionariado de KnAAPO (JSC) se reparte entre:
- United Aircraft Corporation (25,5%)
- Sukhoi Company JSC (74,5%)

A su vez, KnAAPO (JSC) posee el 5,41% del accionariado de Sukhoi Design Bureau (JSC).